# Nagarakretagama

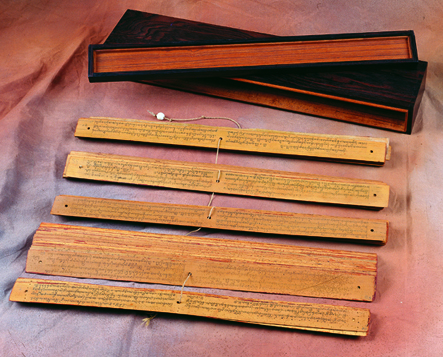
Nagarakretagama manuscritos de hoja de palma.

El Nagarakretagama o Nagarakrtagama, también conocido como Desawarnana, es una elegía escrita en antiguo javanés al emperador de Mayapajit Hayam Wuruk. Fue escrito en forma de kakawin por Mpu Prapanca en 1365 (1287 de la era Shalivahana).
Contiene extensas descripciones del imperio en su fase de esplendor y, entre otros datos, afirma la existencia del hinduismo y el budismo en Mayapajit mediante la descripción de templos, palacios y ceremonias.